# Wiennerisches Diarium
Zasugerowano, aby zintegrować ten artykuł z artykułem  Wiener Zeitung. Nie opisano powodu propozycji integracji.
Wiennerisches Diarium – austriacki dziennik istniejący od początku XVIII wieku. Został założony w 1703 roku. Jak wiele gazet tej epoki Wiennerisches Diarium zaczął od publikowania wiadomości lokalnych. Dodatkowo zamieszczano różne nowiny ze świata arystokracji, jak narodziny i śluby. Typowo lokalne wieści ogłaszali wysłannicy rządowi i towarzyszący im werbliści.
Zgodnie z napisem na pierwszej stronie, każdego wydania WD, gazetę można było nabyć w Oberży Zum Roten Igel ("Pod Czerwonym Jeżozwierzem"). Gazeta miała formę dwustronicowej broszury (z czasem grubszej)donoszącej o bieżących wydarzeniach. Zawierała też listę przybyłych do Wiednia w danym dniu osobistości. Pierwszym redaktorem był Hieronymus Gmainer (ok. 1663–1729). Wydawcą był do roku 1721 Johann Baptist Schönwetter. Jego następcą został znany wiedeński literat i poliglota Johann Peter van Ghelen (1673–1754). Treść gazety dotycząca Imperium i krajów Europy Wschodniej i Środkowej była ściśle kontrolowana przez państwo. (mimo iż do 1857 WZ była gazetą prywatną), jedynie raporty z Londynu i Paryża były pisane swobodniej. 
Do gazety dołączano czasem, zgodnie z duchem Oświecenia, naukowe dodatki, jak zamieszczona w 1766 roku "Gelehrte Nachrichten".
W roku 1780 WD został nazwany Wiener Zeitung (Gazeta Wiedeńska) i pod tą nazwą istnieje do dziś.